# Halysidota harrisii
Halysidota harrisii is een nachtvlinder uit de familie van de spinneruilen (Erebidae), onderfamilie beervlinders (Arctiinae). De soort wordt aangetroffen in het zuidoosten van Canada, het oosten van de Verenigde Staten (maar niet in Florida) en het noordoosten van Mexico.
De spanwijdte is ongeveer 50 mm. De vlinder vliegt in mei/juni en juli/augustus, afhankelijk van de plaats.
De rupsen gebruiken de westerse plataan (Platanus occidentalis) als waardplant.